# Stubno
Stubno è un comune rurale polacco del distretto di Przemyśl, nel voivodato della Precarpazia.
Ricopre una superficie di 89,12 km² e nel 2004 contava 4 055 abitanti.